# Riccardo Favero

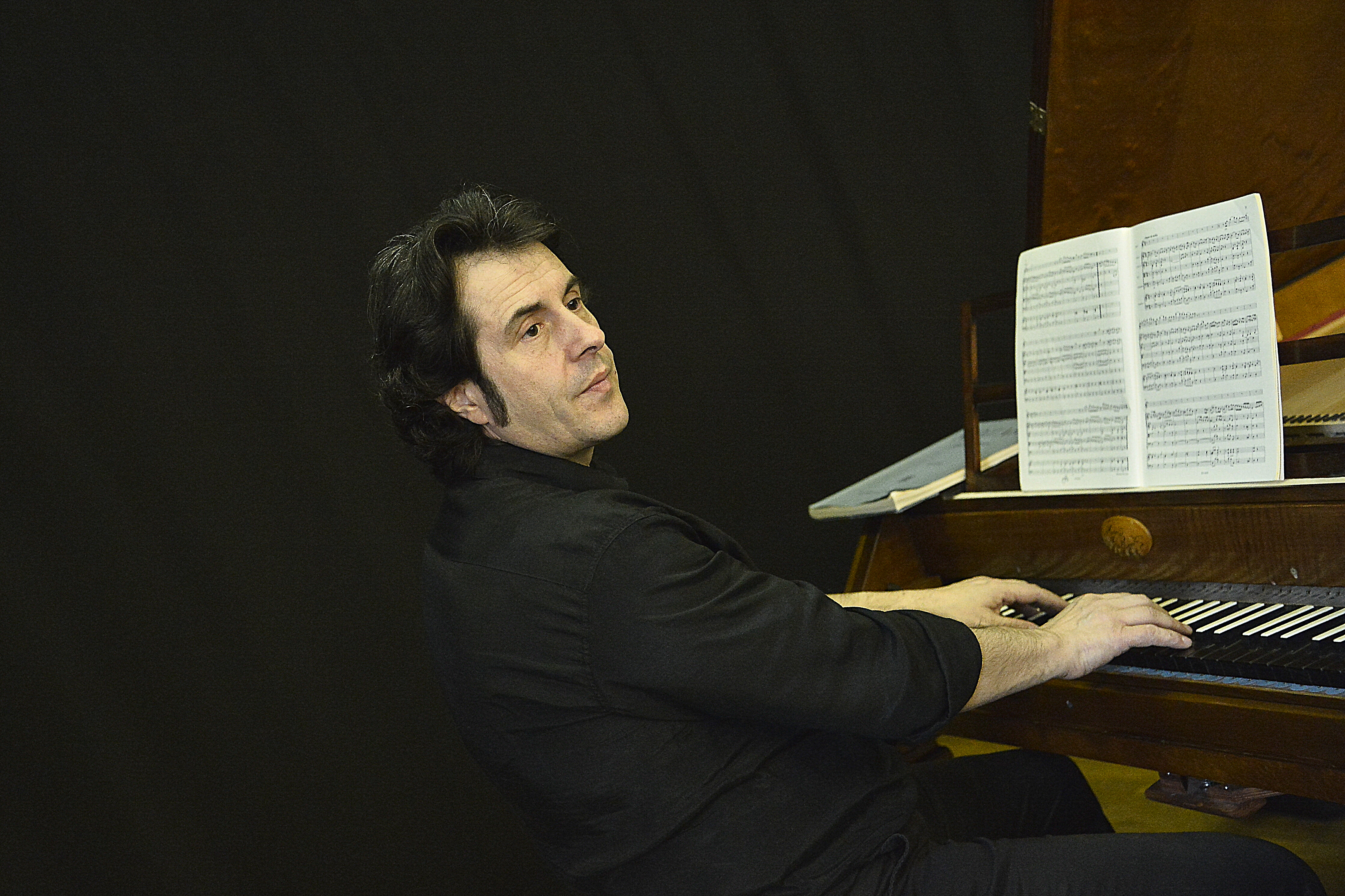
Riccardo Favero

Riccardo Favero (Bassano del Grappa, 17 luglio 1966) è un direttore d'orchestra, clavicembalista, organista, pianista, musicologo e liutaio italiano.

## Biografia
Diplomato in pianoforte, clavicembalo, organo e composizione organistica.
Come direttore, si occupa della musica che spazia dal Rinascimento al Classicismo; grazie al suo lavoro, infatti, è affiorato un mondo musicale di grande valore fino a poco fa quasi sconosciuto e dimenticato dai circuiti concertistici. Particolare attenzione è rivolta al grande compositore Giovanni Legrenzi, di cui ha curato  le prime rappresentazioni, incisioni ed edizioni mondiali di alcune opere inedite.
Le registrazioni discografiche  hanno ottenuto riconoscimenti dalla critica internazionale.
Nel 2005 ha fondato l'ensemble strumentale e vocale italiano "Oficina Musicum" specializzato nella musica barocca e classica con cui svolge attività  concertistica sia in veste di solista che di direttore.

## Discografia (Parziale)

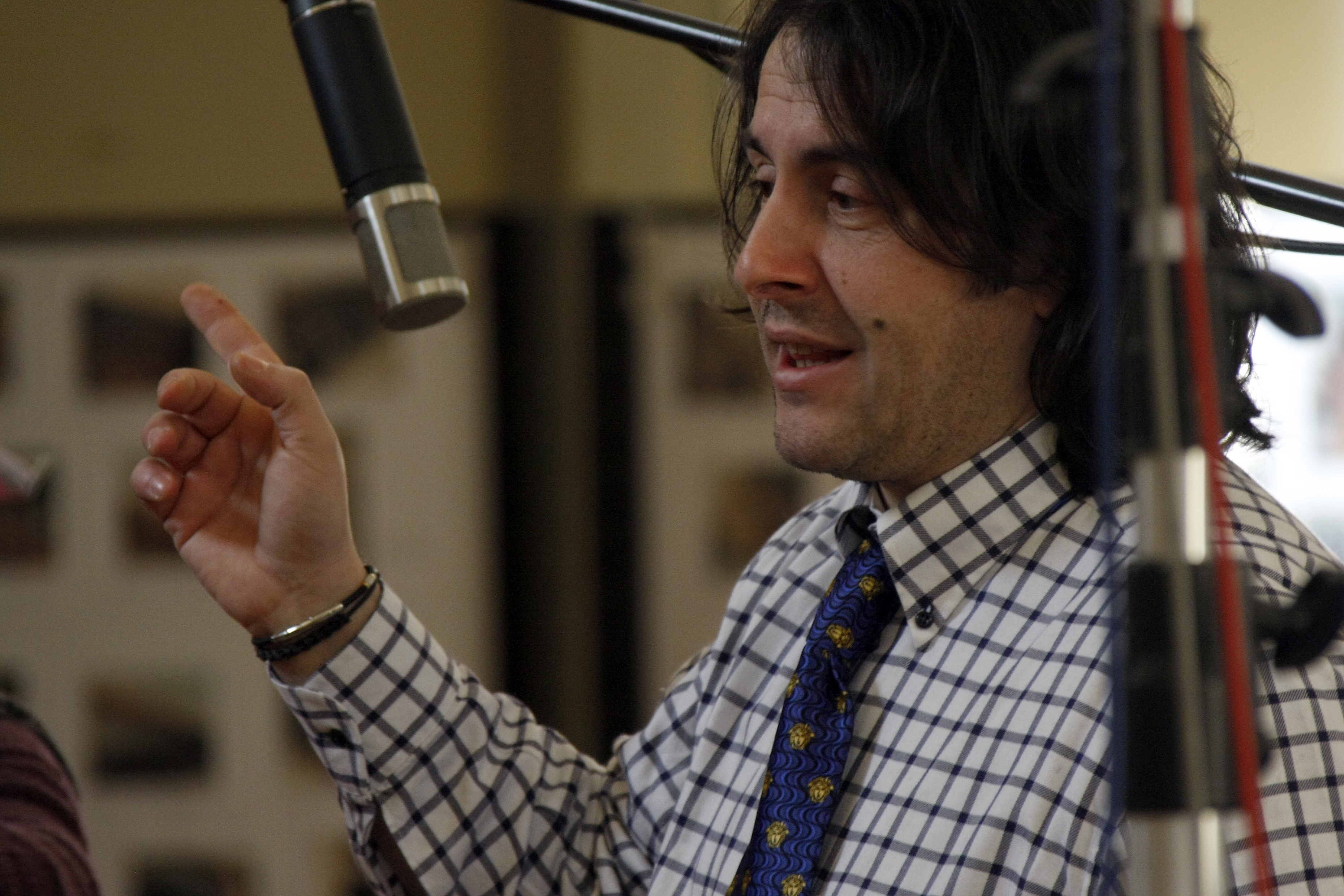
Riccardo Favero, Registrazione Legrenzi

- Johann Sebastian Bach, Sonate per Flauto e basso continuo, Phoenix PH97302, Gennaio 1997
- Baldassare Galuppi, Il Re alla caccia, Riccardo Favero, clavicembalo, Bongiovanni 2005, 1998
- Giovanni Legrenzi, "Concerti musicali per uso di Chiesa Op. 1" "Messa a 4 Voci e Doi Violini" e "Vesperae Solemnes de Confessore",  Oficina Musicum - Riccardo Favero, Direttore, Dynamic CDS 653, Gennaio 2010
- Wolfgang Amadeus Mozart, "Betulia Liberata", Riccardo Favero, direttore, Brilliant Classics Mozart Edition Complete Works Cat. 94051, 2010
- Antonio Vivaldi, "Le Quattro Stagioni e la Follia", Oficina Musicum, Riccardo Favero, direttore, Urania Records LDV14001
- Giovanni Legrenzi "Testamentum" "Missa Lauretana quinque Vocibus" Oficina Musicum, Riccardo Favero, Direttore - Etichetta Dynamic CDS 710, Marzo 2012
- Giovanni Legrenzi "Il Sedecia" - Oratorio in 2 parti - Oficina Musicum, Riccardo Favero, Direttore, Etichetta Dynamic CDS711, Giugno 2012